# Anselm Bock
Anselm Bock (* 1864; † nach 1897) war ein deutscher Bauingenieur und Wasserbau-Fachmann.

## Leben
Anselm Bock studierte in den Jahren von 1880 bis 1884 in der Technischen Hochschule Darmstadt. Erste praktische Erfahrungen sammelte er bei dem Wasserbauingenieur Peter Schmick in Frankfurt am Main.
Bock arbeitete an Wasserwerken in folgenden Städten:
- Schmalkalden[1]
- Fulda[1]
- Hanau[1]
- Hagen[1]

Nach 1889 war Bock Stadtbaumeister in Bielefeld. Ab 1894 war er als Leiter der Wasserwerke in Hannover beschäftigt und wurde dort 1895 zum Leiter des Tiefbauamtes ernannt.
Nachdem die Stadt Hannover beinahe das gesamte Areal rund um den Friederikenplatz aus Regierungsbesitz erworben hatte und der vollständige Durchbruch der Karmarschstraße bis zu dem dort „prominenten Platz“ ein „neuer Stadteingang“ erfolgen sollte, wurde Anselm Bock beauftragt, für die dort zu bauende Flusswasserkunst eine entsprechende künstlerische Ausstattung zu bewirken. So wurde ein reiner Fassadenwettbewerb ausgeschrieben, den schließlich Hubert Stier gewann. Seine Blaupause erhielt mit Datum vom 20. Mai 1897 den Stempel der „Direktion der städtischen Kanalisation und Wasserwerke“ sowie die Signatur von Anselm Bock.

## Werke

### Bauten
- 1889: Wasserwerk Bielefeld[1]

### Schriften
- Anselm Bock, Hubert Stier: Das neue Flußwasserwerk in Hannover. In: Centralblatt der Bauverwaltung, 20. Jahrgang 1900, S. 405ff., insbesondere S. 405 f.[1]